# Scopula yamanei
Scopula yamanei là một loài bướm đêm trong họ Geometridae.